# Кравани (Попрад)
Кравани (слч. Kravany) насељено је мјесто са административним статусом сеоске општине (слч. obec) у округу Попрад, у Прешовском крају, Словачка Република.

## Становништво
| Година:    | 1994. | 2004.   | 2014.    | 2024.   |
| ---------- | ----- | ------- | -------- | ------- |
| Број људи: | 774   | 817     | 903      | 900     |
| Разлика:   |       | +5,55 % | +10,52 % | -0,33 % |

| Година:    | 2023. | 2024.   |
| ---------- | ----- | ------- |
| Број људи: | 890   | 900     |
| Разлика:   |       | +1,12 % |

Према подацима о броју становника из 2011. године насеље је имало 885 становника.